# باشگاه فوتبال بارتون راورز
باشگاه فوتبال بارتون راورز (به انگلیسی: Barton Rovers Football Club) یک باشگاه فوتبال در شهر بارتون لو لکی، کشور انگلستان است که در سال ۱۸۹۸ میلادی تأسیس شده‌است.